# Легунов Григорій Андрійович
Григорій Андрійович Легунов (6 (19) серпня 1910, Рождественське — 12 грудня 1996) — радянський політичний діяч, новатор і організатор сільськогогосподарського виробництва, Герой Соціалістичної Праці (1958). Голова колгоспу «Грузія» (село Чонгар Генічеського району) протягом 47 років, Член ЦК КПУ в 1961—1976 р. Депутат Верховної Ради УРСР 7—9-го скликань. Член Президії Верховної Ради УРСР 7—9-го скликань.

## Біографія

### Ранні роки
Народився у бідній селянській родині з села Рождественського Мелітопольського повіту Катеринославської губернії (нині смт Сиваське Новотроїцького району Херсонської області).
З дитинства працював: з 1927 року випасав худобу, потім працював на будівництві по найму, каменярем. З 1930 року — колгоспник колгоспу «Ясна Поляна» Генічеського району. Проте Легунов мав бажання навчатися, тому з труднощами виїхав з колгоспу та поїхав до Запоріжжя, де закінчив школу техніків-будівельників. З 1932 року служив у Червоній армії.
Потім навчався у Всеукраїнській вищій школі профспілкового руху в місті Харкові, яку закінчив у 1936 році та почав працювати у профспілковому русі. З 1936 до 1939 обирався головою завкому профспілки, головою обласного комітету профспілок робітників деревообробної промисловості в Дніпропетровській області. З 1939 до 1941 працював на Західній Україні, де на завдання ЦК КПУ очолював обласний комітет профспілки працівників державної торгівлі Тернопільської області.

### Друга світова війна
Був учасником Другої світової війни з 1941 року, воював у званні політрука, був поранений. Брав участь у Кримській операції, зокрема, у битві на схилах Сапун-гори. У бою зустрівся з Героєм Радянського Союзу Серго Чхаїдзе, з яким вони штурмували одну й ту саму вогневу позицію, але з різних боків. Зустрівшись, вони за кавказьким звичаєм поріднилися кров'ю, проте більше на війні їх шляхи не перетиналися. Після війни зустрілися вже у Грузії, де Легунов представляв свій колгосп, а Чхаїдзе — колгосп у селі Баїлеті Махарадзевського району. На честь цього братання колгосп, який очолював Легунов, назвали «Грузія», а колгосп Чхаїдзе — «Україна».
На війні Легунов познайомився з медсестрою Юлією, з якою під час війни і одружився.

### Голова колгоспу
Після війни повернувся до батьків, які тоді проживали в Ясній Поляні, після чого поїхав шукати роботу до Генічеська. Йому спершу відмовили через відсутність посади, яка б йому підходила, проте після наполегливого прохання Легунову у 1945 році дали посаду голови Миколаївської сільської ради Генічеського району Херсонської області.
У 1947 році, коли черговий голова сільського колгоспу імені Андреєва Генічеського району здавав справи, на прохання трудівників села на його місце призначили Легунова. Перший же рік його роботи припав на Голодомор 1946—1947 років, коли голодні селяни вимагали від нього віддати хоч щось їстівне. У колгоспі на той час було лише посівне зерно, використання якого каралося ув'язненням. Проте Легунов порушив заборону, розпорядився перемолоти частину зерна та роздати родинам по 2—3 кг борошна. За цю дію його викликали до райкому та КДБ, проте в підсумку помилували та виділили селу зерно з резервного фонду.
Ставши керівником колгоспу, Легунов поставив за мету зробити колгосп багатим, а колгоспників заможними. При роботі приймав неординарні рішення — наприклад, з чотирьох корів у артілі вирішив одну продати, а на виручені гроші купити двигун та насос для артезіанської свердловини, щоб поливати колгоспний город. Це рішення дозволило підвищити врожайність, завдяки чому колгосп зміг продавати свою продукцію до Дніпропетровська. У 1953—54 роках селяни стають заможнішими, переселяються з землянок до нових хат, тоді ж нову хату в Миколаївці будує собі і Григорій Легунов з родиною.
У 1954—1958 роках очолюваний Легуновим колгосп імені Андреєва досяг найвищих результатів, тоді ж мав місце найбільший розвиток Миколаївки. Колгосп імені Андреєва брав участь у ВДНГ, де отримав диплом першого ступеня та два автомобілі — легковий та вантажний. Паралельно розвивалася соціальна сфера села.
У 1959 році відбулося об'єднання колгоспів Чонгарського півострова, і об'єднаний колгосп з садибою в Чонгарі, який отримав назву «Грузія», очолив саме Легунов. Об'єднаний колгосп мав у своєму розпорядженні 17 тисяч га сільськогосподарських угідь.
Після об'єднання колгоспів село Чонгар почало підніматися і розбудовуватися, поліпшувався благоустрій села. Колгосп під його керівництвом значно розвивався, поліпшувалася технічна база, значно збільшилося поголів'я великої рогатої худоби, овець, свиней та птиці. У 1967 році очолюваний Легуновим колгосп отримав орден Леніна.
Легунов проявляв новаторський підхід до ведення господарства, вважав, що безвихідних ситуацій не буває. Одним із перших у СРСР запровадив госпрозрахунок, стимулюючи ініціативу. Разом із тим, хотів бути «державницьким головою», а не «головою-комерсантом» та не підтримував ринкової економіки. Був прихильником демократичного управління, брав до уваги думку трудових колективів, проте іноді приймав авторитарні рішення. Заохочував навчання підлеглих: до 1974 року в колгоспі було 8 агрономів з вищою освітою, в той час як у 1958 році не було жодного.
Водночас деякі рішення Легунова викликали критику місцевих жителів, зокрема, його рішення забрати корів у жителів села та передати їх до колгоспу, яке він потім сам же і скасував. Крім того, вирощування зернових на Чонгарському півострові критикувалося як нерентабельне, оскільки прибутковим для колгоспу було лише вівчарство.
Григорій Легунов налагоджував співпрацю з іншими господарствами Херсонщини та Криму — як з передовими, очолюваними Героями Соціалістичної Праці, в яких він запозичував досвід, так і з господарствами, які потребували допомоги і мали недосвідчених керівників, яким він охоче давав поради. Особливо плідною була співпраця з колгоспом «Степовий» Новотроїцького району, очолюваним Героєм Соціалістичної Праці Віталієм Михайловичем Сторчаком.
З початком перебудови та формування ринкових відносин колгосп «Грузія» на чолі з Легуновим почав здавати позиції. Ринкова економіка суперечила життєвим принципам Легунова, і він не зміг вписатися в нові реалії. У 1988—1994 передав справи своєму заступнику, молодому Віктору Анатолійовичу Косову, який почав перебудовувати господарство відповідно до нових реалій.
У 1994 році, після 47 років керівництва колгоспом, Легунов вийшов на пенсію. Останні роки життя жив у новому домі в Чонгарі, збудованому коштом Віктора Косова, куди він переїхав зі старої хати в Миколаївці, збудованої ще в 1950-ті роки. Помер 12 грудня 1996 року.

## Політична діяльність
Член ВКП(б) з 1937 року.
Був делегатом XXII, XXIII та XXIV з'їздів Комуністичної партії України, обирався членом ЦК КПУ в 1961—1976 роках.
У 1967—1980 роках був депутатом Верховної Ради Української Радянської Соціалістичної Республіки трьох скликань: 7-го, 8-го та 9-го. Обирався членом Президії Верховної ради УРСР.

## Вшанування
У 1950-ті роки Григорій Легунов був одним з найпопулярніших голів колгоспів в очах радянської пропаганди: він став героєм нарису в журналі «Огонёк», його досягнення описували радіо та газети, а досвід очолюваного ним колгоспу рекомендувалося запозичати партійним і господарським органам усієї країни.
Радянський письменник Костянтин Буковський написав про Григорія Легунова нарис «Портрет ділової людини» (рос. Портрет делового человека), а також розповів про його діяльність на чолі колгоспу «Грузія» в нарисі «На півострові Чонгар» (рос. На полуострове Чонгар).
Серед отриманих Легуновим нагород є звання Героя Соціалістичної Праці (26.02.1958), три ордени Леніна, орден Жовтневої Революції, орден Вітчизняної війни 1-го ст. (6.04.1985) та медалі. Загалом мав близько 20 бойових та трудових нагород.
На честь Легунова названа вулиця в селі Чонгарі, де він працював.